# Мінаков Єгор Іванович
Мінаков Єгор Іванович (10.04. 1854—21.09.1884) — революціонер-народник. Народився в м. Одеса в сім'ї чиновника. Закінчив Херсонську гімназію, 1878—79 навчався на фізико-математичному факультеті Новоросійського університету в Одесі. Увійшов до складу одеського народницького гуртка, де розповсюджував агітаційну літературу, вів пропаганду серед робітників. 9 лютого 1879 заарештований за здійснення терористичного акту проти провокатора. 31 березня 1880 Одеським військово-окружним судом засуджений до 20 років каторги, яку відбував у Карійській політичній каторжній в'язниці у складі Нерчинської каторги (р. Кара, притока р. Шилка, басейн Амуру; Забайкалля, Росія). 1880 та 1882 здійснив дві невдалі спроби втекти з каторги, за що був засуджений до довічного ув'язнення і переведений до Санкт-Петербурга в Петропавловську фортецю, а потім — у Шліссельбурзьку фортецю (1883—84). За нанесення образ тюремному лікареві 7 вересня 1884 тимчасовим військовим судом засуджений до страти. Розстріляний у Шліссельбурзькій фортеці.